# سوسک کدو
سوسک کدو (نام علمی: Leptoglossus gonagra) نام یک گونه از سرده کوچک‌زبان‌ها است.